# Підуст італійський
Підуст італійський (Chondrostoma soetta) — вид прісноводних риб родини ялецевих.

## Опис
Виростає до 45 см завдовжки.

## Поширення
Вид поширений на півночі Італії та суміжних районах Швейцарії і Словенії. Його природними середовищами існування є річки та прісноводні озера. Зокрема, трапляється в таких великих озерах як Комо, Лугано, Маджоре, Ізео та Гарда.

## Спосіб життя
Населяє озера та пониззя основних річок з помірною течією, великою глибиною та гравійним дном. Харчується безхребетними та рослинами. Нереститься у квітні-травні.

## Охорона
На більшій частині ареалу стан природних популяцій виду залишається нестабільним. В ряді регіонів спостерігається тенденція до зниження чисельності популяції виду. Тому підуст португальский, згідно з Червоним списком МСОП, отримав охоронну категорію «вид перебуває у небезпечному стані». Крім того, він занесений до Директиви Європейського Союзу 92/43/ЄС «Про збереження природних оселищ та видів природної фауни і флори» (Додаток II. Види рослин і тварин, що становлять особливий інтерес для Європейського Союзу, збереження яких потребує створення територій особливої охорони).